# Splot podstawny

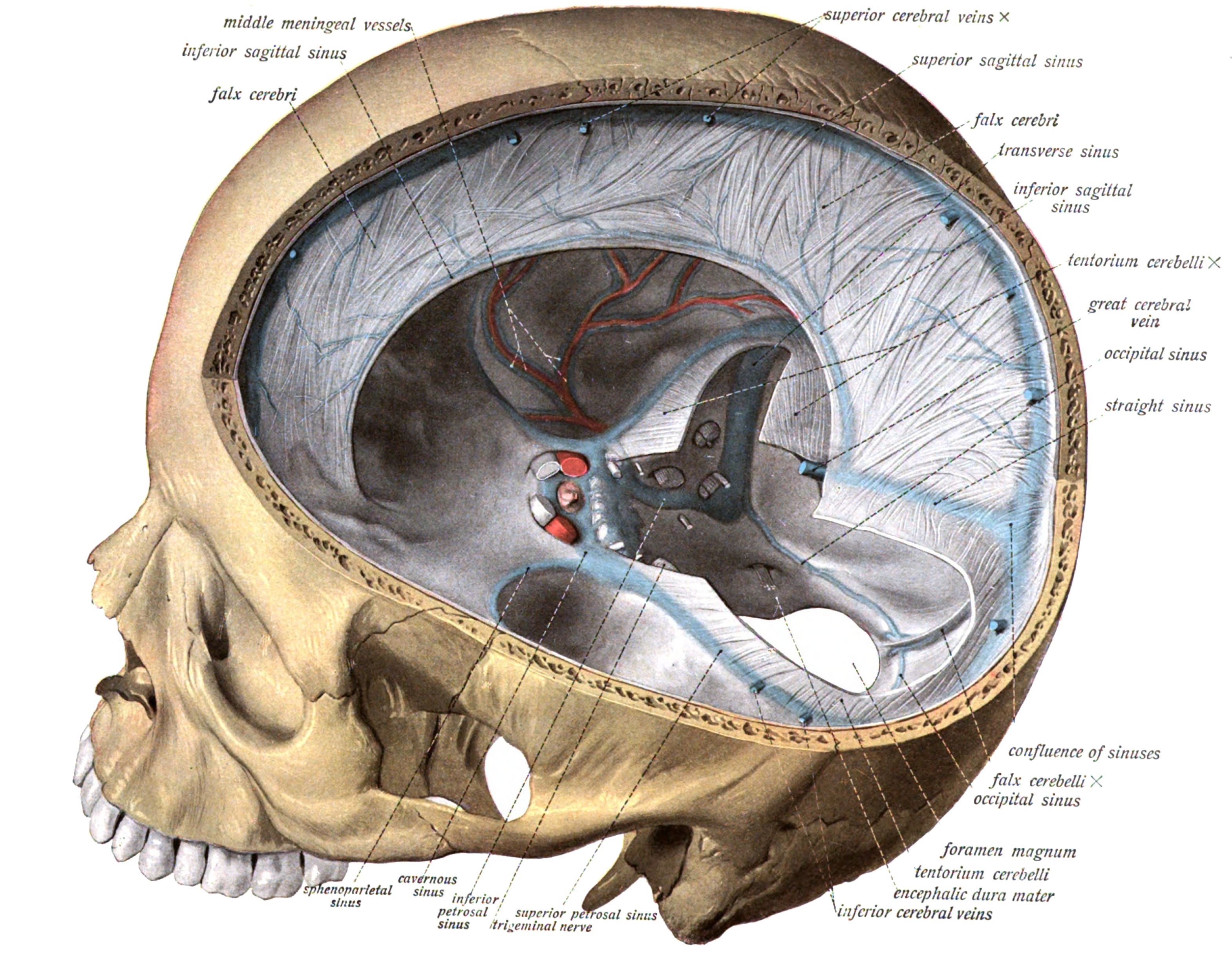
Zatoki opony twardej. Splot podstawny w centralnej części ilustracji (niepodpisany).

Splot podstawny (łac. plexus basilaris) – w anatomii człowieka nieparzysty splot żylny opony twardej mózgowia, położony pomiędzy jej blaszkami. Znajduje się na stoku, na grzbiecie stodła tureckiego kości klinowej i na części podstawnej kości potylicznej. Po obu stronach ma połączenia z zatoką skalistą dolną i zatoką jamistą, a od dołu ze splotami żylnymi kręgowymi wewnętrznymi.